# آتلانتا (میزوری)
آتلانتا (به انگلیسی: Atlanta) یک شهر در ایالات متحده آمریکا است که در شهرستان مکون، میزوری واقع شده‌است. آتلانتا ۰٫۸۸ کیلومتر مربع مساحت و ۳۸۵ نفر جمعیت دارد و ۲۷۵ متر بالاتر از سطح دریا واقع شده‌است.